# Хзанор
Хзанор — река в России, протекает в Цунтинском и Тляратинском районах республики Дагестан. Длина реки составляет 39 км. Площадь водосборного бассейна — 712 км².
Начинается у подножия горы Кайдай. Течёт в восточном направлении по межгорной долине среди сосново-берёзового леса. Устье реки находится в 119 км по левому берегу реки Аварское Койсу (Джурмут).
На реке стоят населённые пункты Бежта, Тлядал, Чадаколоб, Чодода.

## Притоки
Объекты перечислены по порядку от устья к истоку.
- 0,9 км: Сараор
- 17 км: Жекода
- 22 км: Симбирисхеви

## Данные водного реестра
По данным государственного водного реестра России относится к Западно-Каспийскому бассейновому округу, водохозяйственный участок реки — Сулак от истока до Чиркейского гидроузла. Речной бассейн реки — Терек.
Код объекта в государственном водном реестре — 07030000112109300000841.